# جوستين إيفانز
جوستين إيفانز (بالإنجليزية: Justin Evans)‏ (31 يناير 1977 في الولايات المتحدة - ) هو لاعب كرة قدم أمريكي في مركز الوسط. لعب مع سان خوسيه إيرثكويكس وشيكاغو فاير وليخيا غدانسك ونادي دالاس وتشارلستون بيتري وفيسلا بوك ‏ وNorthern Virginia FC ‏ وChicago Storm (soccer) ‏ وCleveland Crunch ‏ وبيتسبورغ ريفرهوندز وKansas City Attack ‏.

## وصلات خارجية
- جوستين إيفانز على موقع الدوري الأمريكي (الإنجليزية)
- جوستين إيفانز على موقع قاعدة بيانات كرة القدم.إي يو (الإنجليزية)